# Rhinochernes
Genre
Rhinochernes est un genre de pseudoscorpions de la famille des Chernetidae.

## Distribution
Les espèces de ce genre se rencontrent au Pérou et en Équateur.

## Liste des espèces
Selon Pseudoscorpions of the World (version 3.0) :
- Rhinochernes ashmolei Muchmore, 1982
- Rhinochernes granulatus Beier, 1955

## Publication originale
- Beier, 1955 : Pseudoscorpionidea. Beiträge zur Fauna Perus, nach der Ausbeute der Hamburger Südperu-Expedition 1936, und anderen Sammlungen, wie auch auf Grund von Literaturangaben, vol. 4, p. 1-12